# A Different Kind of Human (Step 2)
A Different Kind of Human (Step 2) is het tweede studioalbum van de Noorse singer-songwriter en producer AURORA. Het album vormt samen met de ep Infections of a Different Kind (Step 1), dat een jaar eerder verscheen, een tweeluik.

## Nummers
1. "The River" - 3:37
2. "Animal" - 3:35
3. "Dance on the Moon" - 3:36
4. "Daydreamer" - 3:39
5. "Hunger" - 2:46
6. "Soulless Creatures" - 5:02
7. "In Bottles" - 3:58
8. "A Different Kind of Human" - 4:01
9. "Apple Tree" - 3:08
10. "The Seed" - 4:26
11. "Mothership" - 2:16